# Michael Doohan
Michael Sydney Doohan, ismertebb nevén Mick Doohan (Brisbane, 1965. június 4. –) ausztrál motorversenyző, 1994 és 1998 között megszakítás nélkül ötszörös MotoGP-világbajnok. Doohan sokáig az örökranglista második helyén állt öt zsinórban megszerzett királykategóriás világbajnoki címével, de mivel Valentino Rossi 2001 és 2005 között megismételte ezt a teljesítményt, ezzel már „csak ” társbérletben állnak az örökranglista második helyén.

## Pályafutása
A Brisbane-ből származó Doohan a 80-as évek vége felé kezdett el komolyabban foglalkozni a motorversenyzéssel, ekkor kisebb hazai superbike-bajnokságokban indult, majd az 1988-as Superbike-vb-n megnyerte az Oran Parkban rendezett mindkét versenyt. Ezzel a teljesítménnyel azon kevés MotoGP-versenyzők egyike, akik Superbike- és MotoGP-futamot is tudtak nyerni.
A MotoGP-ben 1989-ben debütált. Az első versenyét a királykategóriában Magyarországon szerezte a Hungaroringen. 1991-ben, a MotoGP-vel párhuzamosan Wayne Gardnerrel párban megnyerte a Suzukai 8 órás versenyt. 1992-ben már komoly esélye volt a világbajnoki cím megszerzésére, de az egyik versenyen súlyos sérülést szerzett, amely miatt 8 hét kihagyásra kényszerült. Egy ideig annak a veszélye is fennállt, hogy esetleg amputálni kell a sérült lábát. Hiába volt a sérülés előtt 65 pontos előnye, ezt a 2 hónapos kihagyás miatt nem tudta megőrizni, így a világbajnok az amerikai Wayne Rainey lett.
Az 1993-as év azzal telt, hogy Doohan visszanyerje formáját és megfelelő fizikai állapotba kerüljön. Első világbajnoki címét 1994-ben szerezte. Innentől kezdve egészen 1998-ig ő dominált a legnagyobbak között, összesen 5 világbajnoki címet szerzett zsinórban. Legsikeresebb szezonja az 1997-es volt, amikor a 15 versenyből 12-t sikerült megnyernie. A maradék 3 verseny közül kettőn a második helyet sikerült megszereznie, míg a szezonzáró hazai versenyen 6 másodperces előny birtokában kiesett.

### Formula–1
Sikerei csúcsán, 1998 áprilisában Doohan megkapta a lehetőséget, hogy tesztelje a Williams Formula–1-es autóját, az FW19-est. Bár hasonló időket futott, mint motorral, Doohan a teszt után azt mondta, nehezebb ezt az autót kezelni, mint a motorját.

## Statisztika
| Szezon   | Géposztály | Motor        | Versenyek | Győzelmek | Dobogó | Pole | Leggyorsabb kör | Pont | Helyezés |
| -------- | ---------- | ------------ | --------- | --------- | ------ | ---- | --------------- | ---- | -------- |
| 1989     | 500 cm³    | Honda NSR500 | 12        | 0         | 1      | 0    | 0               | 81   | 9.       |
| 1990     | 500 cm³    | Honda NSR500 | 15        | 1         | 5      | 3    | 2               | 179  | 3.       |
| 1991     | 500 cm³    | Honda NSR500 | 15        | 3         | 14     | 2    | 1               | 224  | 2.       |
| 1992     | 500 cm³    | Honda NSR500 | 9         | 5         | 7      | 6    | 5               | 136  | 2.       |
| 1993     | 500 cm³    | Honda NSR500 | 13        | 1         | 6      | 4    | 4               | 156  | 4.       |
| 1994     | 500 cm³    | Honda NSR500 | 14        | 9         | 14     | 6    | 7               | 317  | 1.       |
| 1995     | 500 cm³    | Honda NSR500 | 13        | 7         | 10     | 9    | 7               | 248  | 1.       |
| 1996     | 500 cm³    | Honda NSR500 | 15        | 8         | 12     | 8    | 4               | 309  | 1.       |
| 1997     | 500 cm³    | Honda NSR500 | 15        | 12        | 14     | 12   | 11              | 340  | 1.       |
| 1998     | 500 cm³    | Honda NSR500 | 14        | 8         | 11     | 8    | 3               | 260  | 1.       |
| 1999     | 500 cm³    | Honda NSR500 | 2         | 0         | 1      | 0    | 2               | 33   | 17.      |
| Összesen |            |              | 137       | 54        | 95     | 58   | 46              | 2283 |          |

## Külső hivatkozások
- Hivatalos honlapja